# Saga Ballooners
Il Saga Ballooners (佐賀バルーナーズ) è una società cestistica avente sede a Saga, in Giappone. Fondata nel 2018, gioca in B.League.

## Storia
Il Saga Ballooners è una squadra di pallacanestro giapponese fondata a Saga nel 2018. Attualmente gioca in B1 League, la massima serie del campionato giapponese di pallacanestro.

## Palmarès
- B2 League: 1

2022-23